# 比利·帕伊特
威廉·保羅·"比利"·彼恩達（英語：William Paul "Billy" Paynter，1984年7月13日—）是英格蘭足球運動員，司職前鋒，出身維爾港青訓系統，現時效力英乙球會卡素爾。

## 生平
維爾港
彼恩達生於利物浦，在低級別球會維爾港出道，效力母會6年。他主要擔任前鋒位置，間中亦會為維爾港出任右中場。時任領隊白賴仁·荷頓（Brian Horton）在2001年5月首次派遣彼恩達上陣，當時年僅16歲另294日，是球隊近20年最年輕上陣的球員；而當他於2002年9月取得首個入球時，亦使他成為球隊近24年最年青的入球者。彼恩達在2004/05年球季獲選為球會年度最佳球員。
侯城
2005年11月17日英冠球會侯城時任領隊彼得·泰萊借用潘達，期間上陣9場射入3球，侯城於1月轉會窗以初步15萬英鎊正式收購彼恩達，隊友萨姆·科林斯（Sam Collins）亦同時加盟。
2006年2月彼恩達獲彼得·泰萊挑選代表英格蘭聯賽21歲以下選手隊在KC球場出戰一支意乙球隊，擔任右中場。
修安聯
彼恩達在2006年8月7日以20萬英鎊身價轉投另一支英冠球隊修安聯，其實他在8月4日已以借用身份先行加盟，以便參加對史篤城的聯賽。9月19日彼恩達在英格蘭聯賽盃3-2淘汰白禮頓射入加盟以來首個亦是唯一一個入球。潘達在修安聯只短暫逗留，期間更因腿後腱受傷而缺陣，在2007年1月轉會窗被外借到英甲球會巴拉福特1個月。2月3日彼恩達首次代表巴拉福特披甲上陣主場迎戰諾定咸森林，他在完賽前射入扳平成2-2。借用其後延長至球季結束，期間上陣15場及射入4球。
史雲頓
2007年8月轉會限期截止前一天彼恩達加盟英甲的史雲頓，於9月7日在主場電視直播對伊奧維以後補身份首次上陣；月尾主場對般尼茅夫大演帽子戲法及10月16日在5-0大破基寧咸中梅開二度。2008年1月22日在英格蘭足總盃第三圈重賽作客對班列特，彼恩達為史雲頓先拔頭籌後擺烏龍，直到加時賽後仍然各一平手，互射十二碼以0-2落敗而回，而他在下場對克魯的聯賽因用手攬人，被球證直接出示紅牌驅逐離場。
2008/09年球季彼恩達為史雲頓在聯賽上陣42場，射入11球及為球隊首席射手西蒙·考克斯提供重要支援，巧合的是他再在作客克魯因頭撞對手而領紅牌，連續兩季在亞歷山大球場（Alexandra Stadium）被趕離場。
西蒙·考克斯季後轉投西布朗，2009/10年球季彼恩達成為球隊進攻重心，配搭新加盟的查理·奥斯汀，在1月份4場聯賽射入5球，獲選1月份「英甲最佳球員」，直到2010年4月初彼恩達在各項比賽合共射入25球，而史雲頓成為升班競逐球隊之一。彼恩達與查理·奥斯汀整季合共轟入49球，而個人射入29球是歷來單季最佳成績，期間兩次對陣爭取自動升班席位主要對手列斯聯曾3破其大門，協助史雲頓晉級附加賽決賽面對，不幸以0-1落敗失去升班資格。
列斯聯
2010年6月2日，彼恩達拒絕史雲頓提供的新約，並以波士文球員的形式加盟列斯聯，簽訂三年合約。但他於季前熱身賽受傷導致胫骨出現壓力性骨裂，傷患使他缺席季初所有賽事，直到10月30日才在作客4-1擊敗斯肯索普的最後10分鐘首次後補上陣。但他一直無法找回射門鞋，直到翌年3月8日作客2-1擊敗普雷斯頓才取得加盟後首個入球。但他於3月19日作客0-2負於錫菲聯，在完場前與對方借將沙恩·路尼發生爭執，而被球證出示紅牌驅逐離場。加盟首季在聯賽上陣22場，只有8場正選登場，僅得1球進帳，他亦有在英格蘭足總盃上陣1場。
新球季展開，彼恩達於2011年8月6日聯賽揭幕戰作客1-3負於修咸頓後補上陣後，一直被投閒置散，直到10月27日才落實借用到另一支英冠球隊白禮頓至翌年1月，期間上陣10場沒有入球斬獲。
2012年5月12日，列斯聯宣佈有6名未約滿球員列於可轉會名單，彼恩達為其中之一。
唐卡士打
2012年8月13日，英甲唐卡士打從列斯聯簽入彼恩達，轉會費金額並無透露(估計為免費)，合約為期兩年。

## 外部連結
- 足球数据库：比利·潘達的球员统计数据
- 列斯聯官網簡歷